# Longeville-lès-Metz
Longeville-lès-Metz – miejscowość i gmina we Francji, w regionie Grand Est, w departamencie Mozela.
Według danych na rok 1990 gminę zamieszkiwały 4 134 osoby, a gęstość zaludnienia wynosiła 1 525 osób/km² (wśród 2335 gmin Lotaryngii Longeville-lès-Metz plasuje się na 106. miejscu pod względem liczby ludności, natomiast pod względem powierzchni na miejscu 1194.)
Tutaj urodził się Ludovic Obraniak.